# 岡田花菜子
岡田 花菜子（おかだ かなこ、1969年4月13日 - ）は、日本のフリーアナウンサー。元新潟総合テレビアナウンサー。

## 人物
- 新潟県出身。1992年4月に、新潟総合テレビにアナウンサーとして入社。退社後はフリーとして活動している。

## 出演番組

### 局アナ時代(全て新潟総合テレビ)
- おかわり自由
- NSTスーパータイム
- NSTニュース

など

### フリー以降
- 宝石みのわ presents 結婚物語 ゲスト出演(FM新潟、2009年3月13日放送)
- 月の夏まつり2009～月岡温泉・ぶらさんデート～ (新潟総合テレビ、2009年8月8日放送)

など

## テレビ以外の活動
- 「原信」CM(ナレーション)
- 結婚披露宴の司会
- 国際ホテル・ブライダル専門学校wish イベントプロデュース部門講師

### イベント司会関係
- 「第7回新潟県伝統工芸士大会」インタビューアー(2003年4月10日)
- 「第2回 都市交通フォーラム 市民参加による都市交通ルネッサンス」司会

など

## 新潟総合テレビ同期入社
- 菊野麻子（現在フリー。Kアプローチ(K&A)代表。）
- 根津ゆかり（現在、ショップチャンネルのキャスト。）